# Astronaut Status
Astronaut Status è un mixtape del rapper statunitense Future, pubblicato il 12 gennaio 2012.

## Accoglienza
Jordan Sargent di Pitchfork ha definito Astronaut Status «il mixtape più forte e ascoltabile di Future finora... [sebbene] nelle torbide acque del pop-rap hitmaking, è difficile dire se qualcosa in Astronaut Status regga il confronto con le canzoni che hanno aiutato Future a raggiungere questo status in primo luogo».
Adam Fleischer di XXL ha scritto che «Future si affida spesso alle sue riflessioni materialistiche per portare avanti il mixtape», e che i suoi tentativi di allontanarsi da questo ideali fossero del tutto incoerenti. Fleischer ha poi aggiunto: «è evidente che Future conosca i componenti di un canto di strada orecchiabile, è solo una questione di se riesce o meno a trasmetterlo ogni volta».
Il mixtape si è in seguito classificato al 13º posto della classifica dei migliori 40 album rap del 2012 di Stereogum.

## Tracce
1. Abu Intro (Turn Up) – 0:33 (musica: DJ X-Rated)
2. Future Back – 2:29 (testo: Nayvadius Wilburn, Willie Bird – musica: Will-A-Fool)
3. Space Cadets – 2:49 (testo: Nayvadius Wilburn, Xavier Dotson – musica: Zaytoven)
4. Birds Take a Bath (feat. Jeezy & Young Scooter) – 4:25 (testo: Nayvadius Wilburn, Jay Jenkins, Kenneth Bailey, Willie Byrd – musica: Will-A-Fool)
5. Nunbout (feat. Cooley) – 4:21 (testo: Nayvadius Wilburn, Xavier Dotson – musica: Zaytoven)
6. Swap It Out – 3:02 (testo: Nayvadius Wilburn, Kenneth Smith Jr. – musica: DJ Plugg)
7. Jordan Diddy (Interlude) – 0:19 (testo: Nayvadius Wilburn – musica: Future)
8. Jordan Diddy (feat. Gucci Mane) – 4:00 (testo: Nayvadius Wilburn, Radric Davis, Sonny Uwaezuoke – musica: Sonny Digital)
9. Blow (feat. Ludacris & Rocko) – 4:14 (musica: DJ Spinz)
10. Deeper Than the Ocean – 3:37 (musica: Will-A-Fool)
11. My Ho 2 – 3:33 (musica: K.E. on the Track)
12. Best 2 Shine – 4:04 (musica: DJ Plugg)
13. Never Seen These (Skit) – 0:25 (musica: Future)
14. Never Seen These – 2:54 (musica: Will-A-Fool)
15. Shopping Spree – 2:58 (musica: K.E. on the Track)
16. Transform – 3:36 (musica: Zaytoven)
17. Rider (feat. Tasha Catour) – 3:55 (musica: Looney Tunez)
18. Spaz on Y'all – 4:03 (musica: Jon Boy)
19. Abu Outro (Astronaut Status) – 0:28 (musica: Future)

Tracce bonus
1. Itchin – 2:39 (musica: Mike Will Made It)
2. No Matter What – 3:47 (musica: K.E. on the Track)